# Gallardosaurus
Gallardosaurus ("Gallardův ještěr") je vyhynulý rod svrchnojurského mořského plaza ze skupiny (plesiosaurů), žijícího na území dnešní západní Kuby (souvrství Jagua, geologický stupeň oxford). Patřil mezi krátkokrké pliosauridy (mořské plazy s ploutvemi) a jeho nejbližším příbuzným byl zřejmě rod Peloneustes. Tento dravec žil nejspíše v mělkých mořích o hloubce 10 až 12 metrů a živil se zejména nektonickými rybami, které lovil při svých sezónních migracích.
Tento vodní plaz byl pojmenován podle kubánského farmáře Juana Gallarda, který fosilie tohoto pravěkého tvora objevil již v roce 1946 v tmavé břidlici na severozápadě ostrova. Jediným známým druhem je G. iturraldei, popsaný paleontoložkou Zulmou Gaspariniovou v roce 2009.